# Сеоане, Мануэль
Мануэ́ль Сеоа́не (исп. Manuel Seoane; 19 марта 1902, Пиньейро — 21 августа 1975, Кильмес, Аргентина) — футболист и тренер сборной Аргентины. Лучший бомбардир любительской эры аргентинского футбола — 215 мячей, рекордсмен по числу голов в одном чемпионате Аргентины — 51 гол. Первый игрок, дважды признававшийся лучшим игроком чемпионата Южной Америки.

## Биография
Мануэль Сеоане родился 19 марта 1902 года в Пиньейро в округе Авельянеды, хотя в 1922 году в интервью журналу «Импарсиаль» рассказывал, что родился 19 декабря 1901 года в Росарио. Отец Мануэля был литейщиком, эмигрировавшим из Испании в Южную Америку, сам же Мануэль работал на предприятии Кристалерия Папини в качестве стажёра. Помимо работы Сеоане также увлекался футболом, играя за любительскую молодёжную команду «Пантано де Оако».
В возрасте 15-ти лет Сеоане начал играть за команду «Кампомар», принадлежавшую одноимённой фабрике, в пятом дивизионе чемпионата Авельянеды. В 1918 году Сеоане перешёл в клуб «Прогрессиста» из района Ла Моска, куда его пригласил представитель клуба Антонио Гарсия. В 1920 году скаут клуба «Индепендьенте» Сантьяго Леопольдо Гарсия, получивший рекомендации посмотреть Сеоане в деле, был впечатлён манерой игрока играть на опережение, что позволяло Сеоане забивать множество мячей, и пригласил Сеоане в клуб.

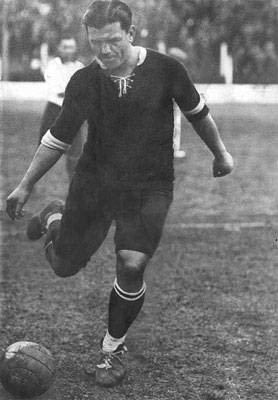
Сеоане в 1923 году

В декабре 1920 года Сеоане дебютировал за «Индепендьенте» в товарищеском матче против клуба «Эстудиантес», первый матч вышел впечатляющим: «Индепендьенте» победил 5:1, а три мяча из пяти записал на свой счёт Сеоане. После ещё двух игр против «Ривер Плейта» и «Сан-Лоренсо де Альмагро», Сеоане официально стал игроком «Индепендьенте». Его первый официальный матч состоялся 3 апреля 1921 года против «Расинга», но матч был остановлен после первого тайма из-за проливного дождя. Первый же гол за «Дьябло Рохо» Сеоане забил в ворота «Лануса» во второй игре за «Инде» на 86-й минуте матча. Главной проблемой Сеоане во время его первого перехода в «Индепендьенте» стал лишний вес, который, из-за строения тела футболиста, было очень трудно согнать. Но несмотря на эти физические кондиции, Сеоане оставался главной ударной силой «дьяволов», играя на позиции центрфорварда, он помог в 1922 году «Индепендьенте» выиграть аргентинское первенство, забив рекордные 55 голов.
11 ноября 1923 года Сеоане вместе с другими игроками «Индепендьенте», Ронсони, Лопесом и Ферро, напал на арбитра в матче с «Ривер Плейтом», из-за этого инцидента Сеоане с Ронсони были на год исключены из официальных матчей команды, и им было запрещено играть в матчах Ассоциации Любительского Футбола. Сразу после этого решения Сеоане и Ронсони вдвоём перешли в клуб «Порвенир», выступавший в Ассоциации Аргентинского Футбола, другой любительской футбольной лиге Аргентины. После окончания срока дисквалификации Сеоане сыграл один матч в 1924 году за «Индепендьенте» против «Тигре» в знак верности своему клубу, но после этой игры возвратился в «Порвенир».
В 1925 году Сеоане пригласили помочь клубу «Бока Хуниорс» в европейском турне команды. Сеоане согласился и в результате стал лучшим игроком команды, из 40 мячей команды забив 16.
После возвращения из Европы Сеоане снова пришёл в «Индепендьенте». Возвращение лучшего бомбардира было триумфальным: «Рохо» завоевали чемпионское звание и выиграли Копа де Компетансия за первый год Сеоане в команде. Состав нападения «Индепендьенте» образца 1926 года был одним из сильнейших в истории аргентинского клубного футбола — уругваец Соило Канавери, Альберто Лалин, Луис Равашино, Раймундо Орси и, конечно, Мануэль Сеоане. Сеоане выступал за «Индепендьенте» до 1933 года, став самым лучшим бомбардиром эры любительского аргентинского футбола, забив 196 мячей в 208 матчах чемпионата Аргентины (в профессиональной аргентинском футболе 56 матчей и 34 гола) и сыграв 9 матчей в Копа де Компетансия. Последний матч Мануэль Сеоане провёл 8 октября 1933 года против «Феррокариль Оэсте», в котором «Индепендьенте» проиграл 0:2.
22 августа 1934 года состоялся благотворительный матч в честь Сеоане, все средства от сборов которого пошли на покупку дома игроку.
После окончания карьеры Сеоане тренировал сборную Аргентины, но успехов с ней не добился. Последние годы жизни он работал управляющим кемпинга в городе Кильмесе. 21 августа 1975 года Мануэль Сеоане скончался.

## Достижения

### Как игрок

#### Командные
- Чемпион Аргентины: 1922, 1926
- Чемпион Южной Америки: 1925, 1927, 1929

#### Личные
- Лучший игрок чемпионата Южной Америки: 1925, 1927

### Как тренер
- Чемпион Южной Америки: 1937

## Статистика выступлений
| Клуб                     | Сезон                    | Лига | Лига | Кубки | Кубки | Итого | Итого |
| Клуб                     | Сезон                    | Игры | Голы | Игры  | Голы  | Игры  | Голы  |
| ------------------------ | ------------------------ | ---- | ---- | ----- | ----- | ----- | ----- |
| Индепендьенте            | 1921                     | 31   | 18   | -     | -     | 31    | 18    |
| Индепендьенте            | 1922                     | 39   | 51   | -     | -     | 39    | 51    |
| Индепендьенте            | Итого                    | 70   | 69   | 0     | 0     | 70    | 69    |
| Прогресиста              | 1922                     | 2    | 2    | -     | -     | 2     | 2     |
| Прогресиста              | Итого                    | 2    | 2    | 0     | 0     | 2     | 2     |
| Индепендьенте            | 1923                     | 13   | 10   | -     | -     | 13    | 10    |
| Индепендьенте            | Итого                    | 13   | 10   | 0     | 0     | 13    | 10    |
| Прогресиста              | 1923                     | 2    | 3    | -     | -     | 2     | 3     |
| Прогресиста              | Итого                    | 2    | 3    | 0     | 0     | 2     | 3     |
| Всего за «Прогресиста»   | Всего за «Прогресиста»   | 4    | 5    | 0     | 0     | 4     | 5     |
| Эль-Порвенир             | 1924                     | 20   | 10   | -     | -     | 20    | 10    |
| Эль-Порвенир             | Итого                    | 20   | 10   | 0     | 0     | 20    | 10    |
| Индепендьенте            | 1924                     | 1    | 0    | -     | -     | 1     | 0     |
| Индепендьенте            | Итого                    | 1    | 0    | 0     | 0     | 1     | 0     |
| Эль-Порвенир             | 1925                     | 7    | 4    | 5     | 2     | 12    | 6     |
| Эль-Порвенир             | Итого                    | 7    | 4    | 5     | 2     | 12    | 6     |
| Всего за «Эль-Порвенир»  | Всего за «Эль-Порвенир»  | 27   | 14   | 5     | 2     | 32    | 16    |
| Индепендьенте            | 1926                     | 25   | 30   | 9     | 7     | 34    | 37    |
| Индепендьенте            | 1927                     | 28   | 24   | -     | -     | 28    | 24    |
| Индепендьенте            | 1928                     | 31   | 30   | -     | -     | 31    | 30    |
| Индепендьенте            | 1929                     | 14   | 13   | -     | -     | 14    | 13    |
| Индепендьенте            | 1930                     | 30   | 20   | -     | -     | 30    | 20    |
| Индепендьенте            | 1931                     | 24   | 12   | -     | -     | 24    | 12    |
| Индепендьенте            | 1932                     | 28   | 22   | 2     | 3     | 30    | 25    |
| Индепендьенте            | 1933                     | 4    | 0    | -     | -     | 4     | 0     |
| Индепендьенте            | Итого                    | 184  | 151  | 11    | 10    | 195   | 161   |
| Всего за «Индепендьенте» | Всего за «Индепендьенте» | 268  | 230  | 11    | 10    | 279   | 240   |
| Всего за карьеру         | Всего за карьеру         | 299  | 249  | 16    | 12    | 315   | 261   |